# Symphonie no 1 de Tchaïkovski
Pour les articles homonymes, voir Symphonie no 1.
La Symphonie no 1 en sol mineur, sous-titrée « Rêves d'hiver » (en russe : Зимние грёзы), opus 13, de Piotr Ilitch Tchaïkovski, est composée entre mars et novembre 1866, et révisée pendant le printemps 1874. Première œuvre orchestrale du compositeur à avoir remporté un succès durable, elle témoigne à la fois de l’influence sur Tchaïkovski de compositeurs tels que Schumann et Mendelssohn tout en présentant déjà les caractéristiques propres au génie du musicien russe : une richesse mélodique incomparable, un lyrisme raffiné et poétique et une magnifique orchestration.

## Composition
En mars 1866, Tchaïkovski commence à travailler sur sa symphonie dont la composition sera son principal sujet de préoccupation jusqu’à la fin de l’année. Son frère Modeste a affirmé qu'aucune de ses œuvres ne lui a causé plus de travail et de souffrance que celle-là. On ne sait rien des premiers stades de la composition, si ce n'est qu'au début du mois de mai, cela va « lentement ». La tension nerveuse affecte la santé du compositeur : il dort mal et est victime d’attaques nerveuses extrêmement éprouvantes. Dans une lettre à son frère Anatole datée du 7 mai, il écrit :
«  Mes nerfs sont à nouveau complètement détraqués. Les raisons en sont les suivantes : 

1) les difficultés dans la composition de la symphonie ;
2) Rubinstein et Tarnovski, remarquant à quel point je suis susceptible, passent leur temps à me faire enrager ;
3) la pensée omniprésente que je mourrai bientôt sans avoir eu le temps d’achever ma symphonie.

J’attends l’été et Kamenka comme une terre promise. Depuis hier, je ne prends plus de vodka, de vin ni de thé fort. Je hais l’humanité et voudrais me retirer dans un désert. J’ai déjà pris mon billet de diligence pour le 22 mai… »
Contrairement à ses espérances, il ne peut se rendre pour l’été chez sa sœur et son mari à Kamenka, mais ces derniers louent une datcha non loin de Saint-Pétersbourg où ils invitent le compositeur à passer les mois de juin et juillet. Le soir, il joue régulièrement au piano la Symphonie italienne de Mendelssohn, les première et troisième symphonies de Schumann ou Le Paradis et la Péri dont il apprécie tout particulièrement la première partie. Dans ce contexte reposant, sa santé semble s’améliorer et il indique dans une lettre à sa sœur Anna Davydova datée du 19 juin : « J’ai commencé l’orchestration de ma symphonie ; ma santé est en parfait état, sauf que récemment, j’ai passé une nuit blanche pour avoir travaillé trop longtemps » .
Il est cependant à nouveau victime d’attaques nerveuses le jour et surtout la nuit ; celles-ci deviennent si alarmantes que l’on fait venir un médecin début août. Celui-ci déclare le compositeur « à un pas de la folie » et émet des doutes sur ses chances de guérison. Tchaïkovski souffre d’engourdissements de ses extrémités corporelles et d’hallucinations particulièrement effrayantes qui le convainquent de ne plus travailler la nuit, résolution qu’il tiendra jusqu’à la fin de sa vie.
Fin août, Tchaïkovski retourne à Saint-Pétersbourg avec sa symphonie encore inachevée. Il est impatient d'entendre le verdict de ses anciens professeurs, Rubinstein et Zaremba, sur ce qu'il a composé jusqu'à présent. Il est amèrement déçu, car ils rejettent la pièce et refusent d’en jouer des extraits lors d’un concert de la Société musicale russe.

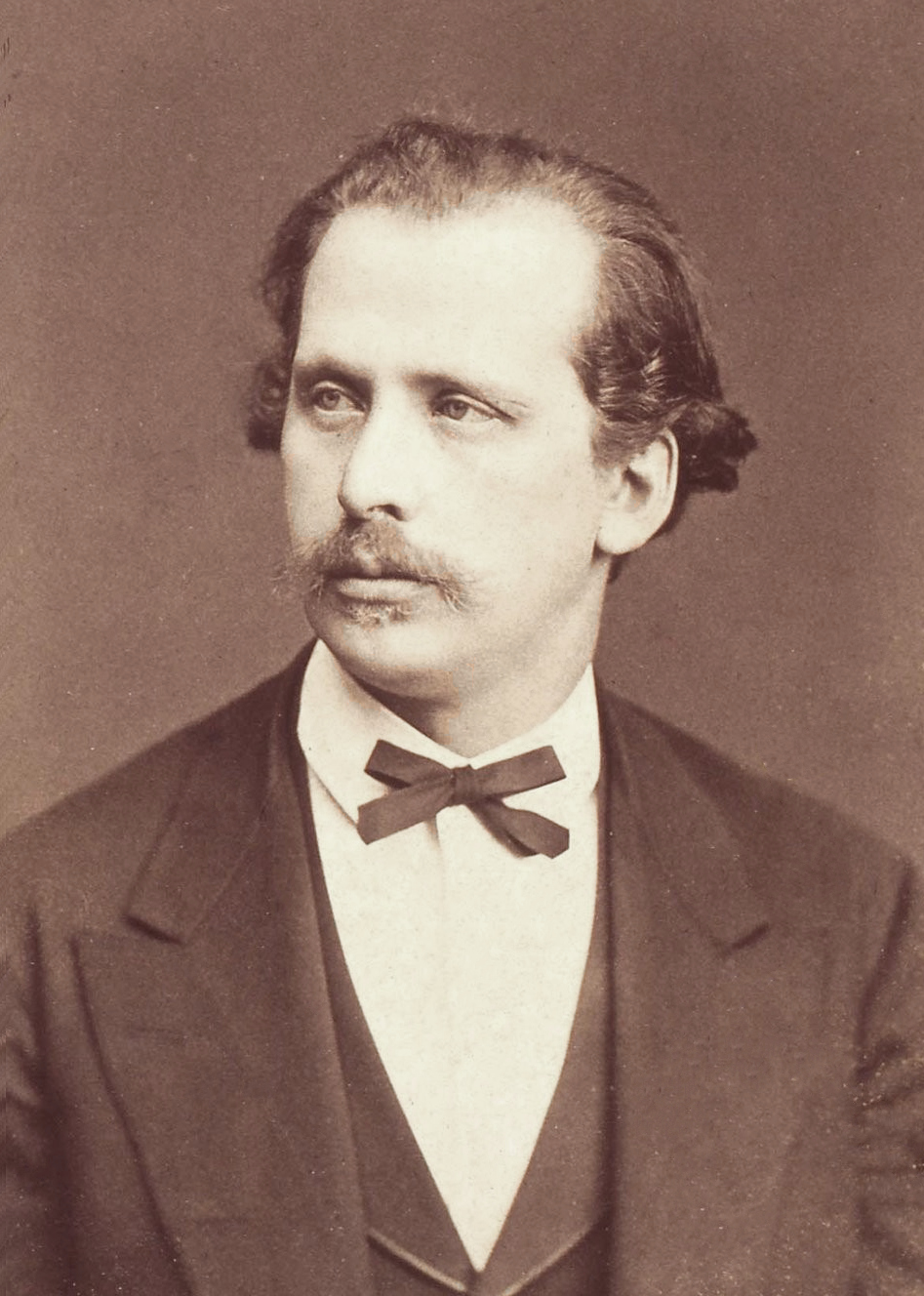
Photographie de Nikolaï Rubinstein, dédicataire et créateur de l’œuvre.

Le 3 septembre, Tchaïkovski est à Moscou pour assurer la reprise des enseignements dont il a la charge au conservatoire de la ville. Il délaisse quelque temps sa symphonie, d’autant que Nikolaï Rubinstein lui commande une Ouverture sur l’hymne danois à l’occasion de la visite du tsarévitch et de son épouse danoise. Le 24 novembre, l’ouverture est achevée et Tchaïkovski reprend le travail sur sa symphonie. Il fait à nouveau un saut à Saint-Pétersbourg pendant les vacances de Noël pour recueillir l’avis de Rubinstein et Zaremba sur la partition révisée : si l’adagio et le scherzo sont mieux accueillis, l’ensemble de la symphonie est toujours jugé indigne de la moindre exécution publique.
Nikolaï Rubinstein crée néanmoins le scherzo de la symphonie lors d’un concert de la Société musicale russe le 22 décembre à Moscou, mais sans grand succès selon Modeste. Et c’est à nouveau Nikolaï qui dirige l’adagio et le scherzo le 23 février 1867 à Saint-Pétersbourg cette fois. Anatole, l’un des frères du compositeur, rapporte à ce dernier que « les applaudissements ont été satisfaisants bien qu’il n’y ait eu aucun rappel pour le compositeur ». La presse pétersbourgeoise regrette sous la plume d’un certain « A.D. » que l’accueil n’ait pas été plus chaleureux : « [la symphonie] a des mérites incontestables. Elle est mélodieuse au plus haut degré et très bien instrumentée » .
Il faut encore attendre un an avant que la symphonie ne soit créée dans son intégralité à l’occasion d’un concert de la Société musicale russe le 15 février 1868 à Moscou, à nouveau dirigé par Nikolaï Rubinstein (dédicataire de l’œuvre). Cette fois-ci, le compositeur a la satisfaction de noter que sa symphonie recueille « un grand succès, et notamment l’adagio ». Un ami du compositeur, Kachkine, témoigne que « l’accueil du public fut si chaleureux qu’il dépassa même tous nos espoirs » . Et pourtant l’exécution suivante n’aura lieu que quinze ans plus tard, le 1er décembre 1883 à Moscou sous la direction de Max Erdmannsdörfer. Les Nouvelles russes du 2 décembre célèbrent l’événement en proclamant : « C’est une symphonie authentiquement russe. Dans chaque mesure, on sent qu’elle n’a pu être écrite que par un Russe. C’est un contenu purement russe que le compositeur a voulu donner à cette forme élaborée à l’étranger » .
Entretemps (en 1874), Tchaïkovski a révisé sa symphonie afin d’établir une version définitive. Les modifications sont cependant assez peu nombreuses : le scherzo demeure inchangé et quelques petites coupures sont effectuées dans le mouvement lent et le finale. La seule correction notable porte sur le premier mouvement où le compositeur remplace la première partie du deuxième sujet par une toute nouvelle section (mesures 137 à 189 de la partition publiée) qui présente, pour Brown, « un lyrisme plus généreux et une coloration tonale plus riche » .
Jusqu’à la fin de sa vie, Tchaïkovski gardera une grande affection pour sa première symphonie, ce dont témoignent les quelques lignes qu’il adresse à sa mécène Nadejda von Meck en 1883 : « Même si elle demeure à bien des égards d’une immaturité évidente, elle a pourtant au bout du compte plus de substance et s’avère bien plus réussie que beaucoup de mes œuvres ultérieures » .

## Structure
Le surnom « Rêves d'hiver » de la symphonie n'est pas dû à la période durant laquelle Tchaïkovski la compose — elle est écrite durant le printemps, l'été et une partie de l'automne 1866 — mais plutôt aux réminiscences hivernales ressenties par le compositeur durant son voyage de Saint-Pétersbourg à Moscou et lors de son séjour sur les îles Valaam dans la partie nord-ouest du lac Ladoga . Il s’agit sans doute également d’un hommage du compositeur russe à Mendelssohn, un musicien qu’il admire tout particulièrement pour sa capacité à décrire dans une symphonie un paysage et la beauté de la nature. Il n’en reste pas moins que selon Hofmann, il y a « beaucoup de rêve et peu d’hiver » dans cette première symphonie, « tout au moins, peu d’hiver de la nature (…) mais un hiver de l’âme (…) où triomphe une mélancolie diffuse, très russe » .

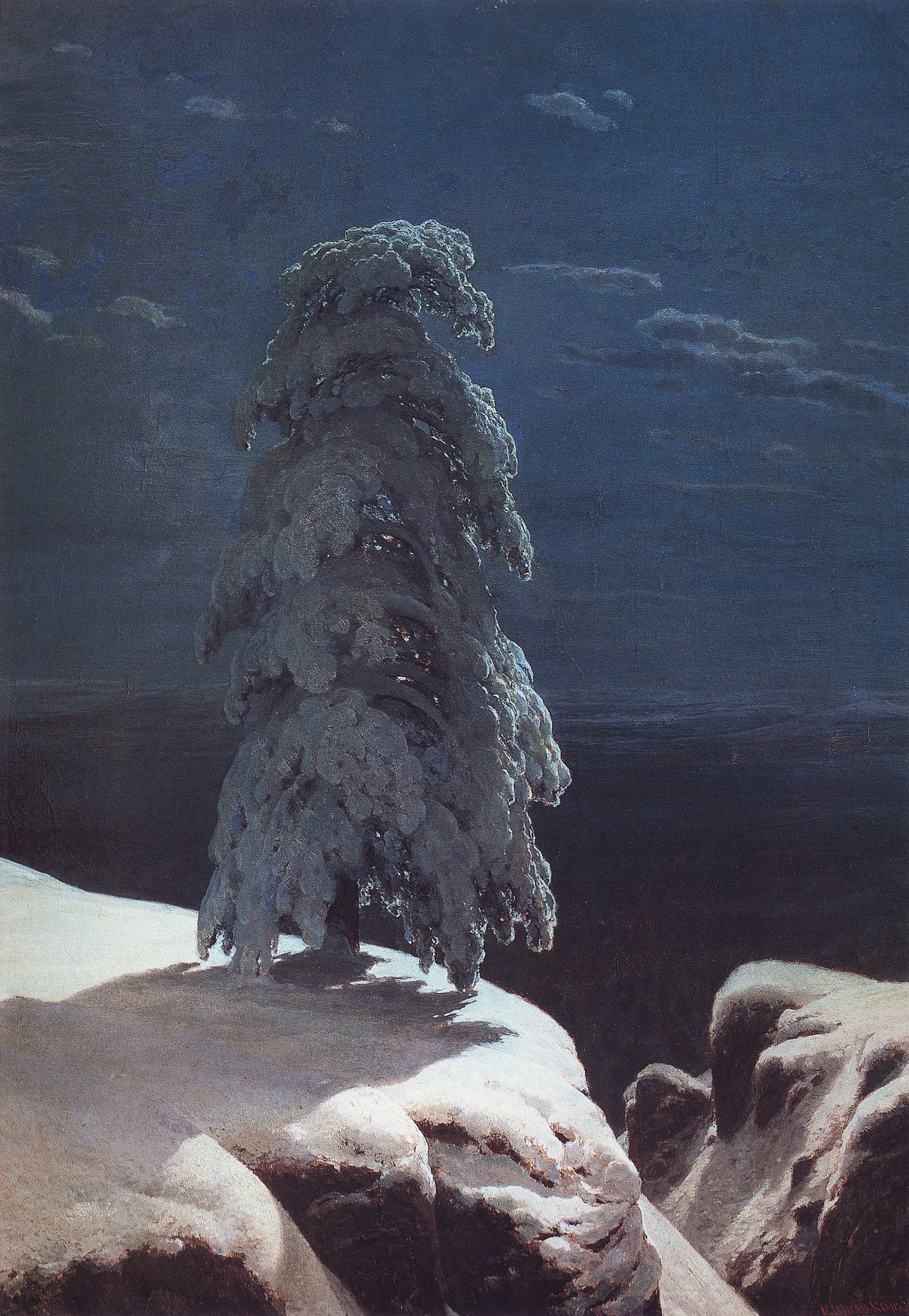
Dans le nord sauvage… tableau d'Ivan Chichkine (1891).

1. Грëзы зимнею дорогой (Rêve d’un voyage d’hiver).
Allegro tranquillo (2/4 - sol mineur)
Le premier mouvement, teinté de poésie, suit dans sa structure la forme sonate et évolue assez vite vers une certaine véhémence, qui évoquent des visions de bourrasque. Le premier thème, lyrique et allant, est exposé par la flûte et le basson au-dessus d’un doux tremolo des violons ; il contraste avec la mélodie pure, douce et sereine du second thème à la clarinette. Le développement s’illustre par des intensifications et des apogées dynamiques avant que le mouvement ne s’achève sur le thème initial dans sa forme initiale.
2. Угрюмый край, туманный край (Pays désolé, pays brumeux).
Adagio cantabile, ma non tanto (4/4 - mi bémol majeur)
Selon Brown, la pertinence du titre donné par Tchaïkovski à son deuxième mouvement peut sembler gravement compromise par les huit premières mesures puisqu’il s’agit de la reprise du thème de son ouverture L’Orage pour le drame d'Ostrovski censé décrire les aspirations à l’amour et au vrai bonheur de son héroïne. Le caractère du motif musical est cependant considérablement altéré par le fait qu’il n’est joué dans la symphonie que par les cordes et sur un tempo beaucoup plus lent. Ce qui suit est une succession de « mélodies pleines de lyrisme et de charme, très caractéristiques de Tchaïkovski, magnifiquement orchestrées, et présentant déjà bon nombre des éléments qui leur feront trouver leur habitat naturel dans ses partitions de ballet » . Brown note surtout que l’imbrication des thèmes les uns dans les autres fait beaucoup « pour créer l’impression d’un mouvement qui serait essentiellement monothématique et qui est soutenu tout au long de sa durée assez considérable par des moyens principalement mélodiques »  Hofmann y entend quant à lui « le chant mélancolique d’un oiseau perdu dans la steppe [qui] retentit au loin à plusieurs reprises ; le brouillard enveloppe la terre et l’âme du voyageur » .
3. Scherzo.
Allegro scherzando giocoso (3/8 - ut mineur)
Il s’agit de l’orchestration du scherzo de la Sonate pour piano en ut dièse mineur composée en 1865 et transposée d’un demi-ton. Hormis les quatre mesures d’introduction et quelques mesures insérées avant le retour du thème principal, Tchaïkovski n’y a pas apporté de modification substantielle ; il a cependant remplacé le trio original par ce qui est sans doute la première valse pour orchestre sortie de sa plume. Lischke voit dans ce mouvement un ballet de flocons de neige envoutant avec la répétition d’un même dessin rythmique. Hofmann évoque de son côté une « farandole de fantômes, tandis que l’orchestre brode des fioritures fantasques et mystérieuses » .
4. Finale.
Andante lugubre – Allegro moderato - Allegro maestoso -
Andante lugubre – Allegro Vivo (4/4 & 2/2 - sol majeur)
De forme sonate, le dernier mouvement s’appuie sur la chanson folklorique « Jeune fille, je m’en vais semer » qui sert de base à la fois à la sombre introduction et au deuxième sujet. Du mode mineur, le mouvement passe en mode majeur au début de l’Allegro moderato pour se poursuivre vers un Allegro maestoso plein de vitalité et de dynamisme et aboutir à une vaste et radieuse apothéose. « C’est une fête pleine d’une verve et de couleurs que n’aurait pas désavouées Glinka » .
Tchaïkovsky a utilisé des thèmes de ce mouvement dans sa Cantate pour l'inauguration de l'exposition polytechnique (ou Cantate pour le 200e anniversaire de la naissance de Pierre le Grand).

## Orchestration
| Instrumentation de la Symphonie no 1                                                              |
| Bois                                                                                              |
| 1 piccolo, 2 flûtes, 2 hautbois, 2 clarinettes (en la et si bémol), 2 bassons                     |
| Cuivres                                                                                           |
| 4 cors (en mi bémol et fa), 2 trompettes (en ut et ré), 3 trombones (2 ténors et 1 basse), 1 tuba |
| Percussions                                                                                       |
| timbales, cymbales, grosse caisse                                                                 |
| Cordes                                                                                            |
| premiers violons, seconds violons, altos, violoncelles, contrebasses                              |

## Analyse
Hoffman qualifie la première symphonie d’ « œuvre de très grande valeur injustement méconnue » . Après avoir observé que le premier thème du premier mouvement se dissout dans un enchaînement de gammes chromatiques ascendantes et descendantes, il note que : « ce procédé dont on pourrait voir l’origine dans les grands arpèges des « gousli » - cet instrument primitif et pour ainsi dire originel de la musique populaire russe – est cher à Tchaïkovski : il l’utilise dans toutes ses symphonies et, de la manière la plus frappante, dans le scherzo de la Pathétique » . Quant au deuxième mouvement, il s’agit « peut-être [du] plus bel andante de Tchaïkovski ! » .
Brown observe que la réussite que constitue le deuxième mouvement « en dit long sur les capacités mélodiques et organisationnelles de Tchaïkovski à soutenir le temps musical et à donner au mouvement un poids expressif digne de sa fonction symphonique » . Quant à la première partie du mouvement initial, « une ouverture magistralement symphonique à tout point de vue »  où « la musique croît non pas à la suite de la mise en œuvre de procédés artificiels, mais comme s’il s’agissait d’un tissu vivant » , elle « suffit à contredire la légende noire d’un Tchaïkovski dépourvu de toute aptitude symphonique véritable » .
Pour Lischke, « des quatre mouvements, le deuxième et le troisième sont des réussites absolues, le premier l’est aux trois quarts, le finale est certainement plus discutable. (…) Dans la mélodie, le rythme, l’harmonie, le timbre, transparaît déjà le Tchaïkovski de la maturité – avec même ce plus qu’apporte une fraîcheur non encore altérée par les coups du fatum qui exacerberont la psyché et par voie de conséquence le verbe sonore ; l’architecture, le souffle, l’envergure en revanche ne sont encore qu’intermittents. » 

## Discographie
- 1946 – Orchestre symphonique d'Indianapolis, Fabien Sevitzky (en) (dir.) – Pristine Classics PASC 560
- 1948 – Orchestre symphonique de la radio de l’URSS, Nikolaï Golovanov (dir.) – Lys LYS484
- 1956 – Orchestre symphonique de Vienne, Hans Swarowsky (dir.) – Urania US 5140
- 1960 – Orchestre symphonique d’Etat de l’URSS, Konstantin Ivanov (dir.) – Forgotten Records FR 1627
- 1961 – Orchestre symphonique de Prague, Václav Smetáček (dir.) – Supraphon SU 3895 2
- 1964 – Orchestre symphonique de la radio de Moscou, Konstantin Ivanov (dir.) – Alto ALC 6003
- 1964 – Orchestre philharmonique de Vienne, Lorin Maazel (dir.) – Decca 430 787-2
- 1965 – Orchestre symphonique de Londres, Antal Doráti (dir.) – Mercury 434 391-2
- 1966 – Orchestre symphonique de Londres, Igor Markevitch (dir.) – Philips 446 148-2
- 1967 – Orchestre symphonique d’Etat de l’URSS, Ievgueni Svetlanov (dir.) – Melodiya MEL CD 10 02157
- 1970 – Orchestre philharmonique de New York, Leonard Bernstein (dir.) – Sony SMK 47631
- 1970 – Orchestre symphonique de Boston, Michael Tilson Thomas (dir.) – DG 482 616-8
- 1973 – Orchestre symphonique de l'Utah, Maurice Abravanel (dir.) – VoxBox CD5X 3603
- 1974 – Orchestre symphonique de la radio de Moscou, Guennadi Rojdestvenski (dir.) – Melodiya MEL CD 10 01754
- 1975 – Orchestre New Philharmonia, Riccardo Muti (dir.) – EMI 0 97999 2
- 1976 – Orchestre de Philadelphie, Eugene Ormandy (dir.), RCA BVCC 38288-9
- 1976 – Orchestre philharmonique de Londres, Mstislav Rostropovitch (dir.) – Warner Classics 0190295869243
- 1977 – Orchestre philharmonique de Los Angeles, Zubin Mehta (dir.) – Decca 475 731-5
- 1979 – Orchestre royal du Concertgebouw, Bernard Haitink (dir.) – Philips 442 062-2
- 1979 – Orchestre philharmonique de Berlin, Herbert von Karajan (dir.) – DG 419 176-2
- 1980 – Orchestre symphonique de la NHK, Kirill Kondrachine (dir.) – King International KICC 3062
- 1984 – Orchestre du Teatro regio de Turin, Vladimir Delman (dir.) – Fonit Cetra CD 1032
- 1984 – Orchestre symphonique de la radio de Moscou, Vladimir Fedosseïev (dir.) – Relief CR 991045
- 1985 – Orchestre royal du Concertgebouw, Riccardo Chailly (dir.) – O-Disc MCCM 97033
- 1985 – Orchestre philharmonique d'Oslo, Mariss Jansons (dir.) – Chandos 10392(6)
- 1989 – Orchestre symphonique de Bournemouth, Andrew Litton (dir.) – Virgin VC 7 91119-2
- 1990 – Academy of St Martin in the Fields, Neville Marriner (dir.) – Capriccio 10 355
- 1990 – Orchestre du Gewandhaus de Leipzig, Kurt Masur (dir.) – Warner Classics 2564 63781-2
- 1990 – Orchestre symphonique de la fédération de Russie, Ievgueni Svetlanov (dir.) – Canyon Classics EC 3630-2
- 1991 – Orchestre symphonique de Chicago, Claudio Abbado (dir.) – Sony 82876-88807-2
- 1991 – Orchestre symphonique national de la radio polonaise, Adrian Leaper (en) (dir.) – Naxos 8.550517
- 1992 – Orchestre symphonique de Saint-Pétersbourg, Andreï Anikhanov (dir.) – Audiophile Classics APC 101.028
- 1992 – Orchestre symphonique de Seattle, Gerard Schwarz (dir.) – Naxos 8 571225
- 1993 – Orchestre symphonique de la fédération de Russie, Ievgueni Svetlanov (dir.) – Exton OVCL 00588
- 1993 – Orchestre philharmonique royal, Iouri Temirkanov (dir.) – Sony 82876-55781-2
- 1994 – Orchestre philharmonique du Japon, Ken'ichirō Kobayashi (dir.) – Canyon Classics PCCL 00334
- 1994 – Orchestre symphonique de Saint-Louis, Leonard Slatkin (dir.) – RCA 0902668662 2
- 1995 – Orchestre philharmonique de Nijni-Novgorod, Samuel Friedmann (dir.) – Arte Nova ANO 304830
- 1995 – Orchestre symphonique de Russie, Vladimir Nikolaïev (dir.) – Rondo RON CD 228
- 1995 – Orchestre national de Russie, Mikhaïl Pletnev (dir.) – DG 453 445-2
- 1996 – Orchestre symphonique de Prague, Gaetano Delogu (dir.) – Supraphon SU 3256 2
- 1996 – Orchestre symphonique du théâtre Maly, Iouri Simonov (dir.) – Sonora SO 22584
- 1997 – Orchestre symphonique d’Etat du Mexique, Enrique Bátiz (dir.) – Luzam LZ 06
- 1998 – Orchestre symphonique Tchaïkovski de la Radio de Moscou, Vladimir Fedosseïev (dir.) – Brilliant Classics 93980/1
- 2001 – Orchestre philharmonique tchèque, Ken'ichirō Kobayashi (dir.) – Exton OVCL 00047
- 2001 – Orchestre philharmonique de Budapest, Rico Saccani (dir.) – BPO Live BPOL 1021
- 2002 – Orchestre symphonique de la SWR de Baden-Baden et Fribourg-en-Brisgau, Herbert Blomstedt (dir.) – International Music Company TIM 221 031/205
- 2002 – Orchestre symphonique de Göteborg, Neeme Järvi (dir.) – Bis BIS-SACD-1398
- 2002 – Orchestre symphonique de la BBC, Ievgueni Svetlanov (dir.) – ICA Classics ICAC 5007
- 2004 – Orchestre philharmonique de la BBC, Vassili Sinaïski (dir.) – BBC BBC MM 248
- 2005 – Orchestre philharmonique tchèque, Zdeněk Mácal (dir.) – Exton EXCL 00222
- 2005 – Orchestre symphonique de la radio de Prague, Vladimír Válek (dir.) – Supraphon SU 3862-2
- 2006 – Orchestre symphonique de la NHK, Vladimir Ashkenazy (dir.) – Exton OVCL 00266
- 2006 – Orchestre symphonique Yomiuri du Japon, Alexandre Lazarev (dir.) – Exton OVCL 00290
- 2007 – Orchestre symphonique de Melbourne, Oleg Caetani (dir.) – ABC Classics 476 644-2
- 2007 – Deutsche Radio Philharmonie Saarbrücken Kaiserslautern, Christoph Poppen (dir.) – Oehms Classics OC 760
- 2008 – Orchestre philharmonique de Londres, Vladimir Jurowski (dir.) – LPO LPO-0101
- 2009 – Orchestre du Gürzenich de Cologne, Dmitri Kitaïenko (dir.) – Oehms Classics OC 668
- 2011 – Orchestre symphonique de Londres, Valery Gergiev (dir.) – LSO Live LSO 0710
- 2011 – Orchestre national de Russie, Mikhaïl Pletnev (dir.) – Pentatone PTC 5186 381
- 2012 – Orchestre philharmonique de Tokyo, Taijiro Iimori (dir.) – Fontec FOCD 6030/4
- 2014 – Orchestre philharmonique de Londres, Ken'ichirō Kobayashi (dir.) – Exton OVCL 00548
- 2014 – Orchestre philharmonique royal de Liverpool, Vasily Petrenko (dir.) – Onyx ONYX 4150
- 2015 – Orchestre de St Luke, Pablo Heras-Casado (dir.) – Harmonia Mundi HMC 902220
- 2019 – Orchestre philharmonique tchèque, Semyon Bychkov (dir.) – Decca 483 494-2

## Vidéographie
- 1991 – Orchestre symphonique de la radio de Moscou, Vladimir Fedosseïev (dir.) – Arthaus Musik 109 318
- 2017 – Orchestre de l'Opéra national de Paris, Philippe Jordan (dir.) – Arthaus Musik 109 378